# 杜聯喆
杜聯喆（1902年—1994年），又名杜連喆；别名杜豆。燕京大學歷史系畢業，及後赴美國留學，成爲旅美漢學、歷史學者。以明清史見長。杜先生發表英語學術學術文獻一般冠上丈夫的夫姓"Lienche Tu Fang"即等同中文的房杜聯喆。

## 生平
天津杨柳青镇人，翰林杜彤之女、话剧评论家杜联齐之姐。1924年畢業於燕京大學歷史學系，獲文學士學位。同年考取該校歷史學研究生。
1926年研究生畢業獲燕京大學文科碩士學位。
1929-1931杜联喆任职于北京的燕京大学图书馆，协助洪煨莲（洪业）、马季明和容希白先生有计划的为当时正在筹组的哈佛與燕京聯繫組織购买中国古代印刊书籍；即代為時由裘闇輝主持之下的哈佛中日圖書館處理購書事務。杜聯喆同時期亦參與了哈佛燕京學社引得編纂處（Harvard-Yenching Institute Sinological Index Office，引得系index的早期翻译）的工作。
1928年房兆楹畢業於燕京大學數學系，獲理學士學位。 1930年，房兆楹從武昌文華圖書館學專科學校畢業，任燕京大學圖書館助理館長。1930年夏天房兆楹加入他们购书的工作。其后杜联喆、房兆楹一先兩後分批同赴美國。
1933年暑假由加州回國省親，小住一個月後返美繼續求學。 1933-1934间居于麻省剑桥，在哈佛大學燕京图书馆工作，同时并在瑞克里大学（Radcliffe College）选读过两门课程。1937年至第二次世界大战期间，居于美国华盛顿特区。曾在美国国会图书馆协助编辑由Arthur W. Hummel 編撰的《清代名人傳略》（Eminent Chinese of the Ch′ing Period）；該書於1943 年由華盛頓政府出版社（Washington DC: Government Printing Office）出版。
二战结束后至1952年居于纽约。1949年末居于紐約城布朗克斯区Riverdale。1952年離開紐約城，搬到加利福尼亚州帕洛阿尔托，任职于斯坦福大学胡佛研究所。1957年再搬到加州的柏克利，于加州大学东亚图书馆工作。1961年11月至1963年8月與房兆楹一起在澳洲國立大學研究院太平洋研究所遠東史學系工作。
1963年9月夫妻再一起返回美国，負責主持哥倫比亞大學中國近現代人物傳記計劃，出版了《明代人物传略《（Dictionary of Ming Biography, 1368-1644: L. Carrington Goodrich,Editor; Chao-ying Fang, Associate Editor），居于纽约。及後哥倫比亞大學給房兆楹、杜聯喆夫婦頒授名譽博士。1966年9月迁居新泽西州恩格尔伍德。
周恩来總理夫人邓颖超⻘年時代就讀於天津第一女子師範學校時和杜聯喆是同班的同學。杜聯喆、房兆楹夫婦和陈宁祖、马悦然夫婦是朋友。和张充和、傅汉思夫婦也是朋友。1984年6月7日，楊聯陞写给周一良的信，楊聯陞評價：「論明清史料史事，今日當推房兆楹、杜連（聯）喆夫婦。」（详见周一良著作《毕竟是书生》）

## 著作
杜聯喆編有《明朝館選錄》，輯《明人自傳文鈔》（1977年元月，臺北：藝文印書館），撰《旭林存稿》（1978年2月，臺北：藝文印書館）。